# 安奈林·貝文

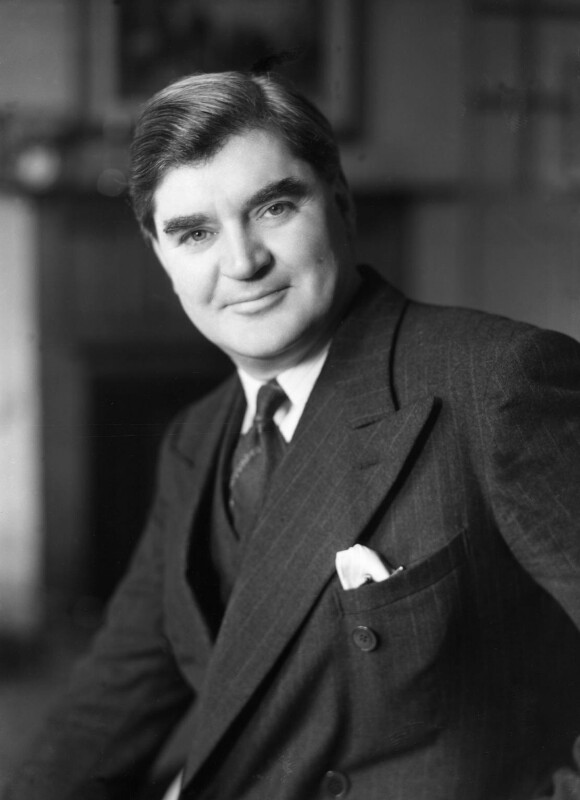
安奈林·贝文的肖像，攝於1943年

安奈林·贝文（英語：Aneurin Bevan；1897年11月15日—1960年7月6日），英国工党政治人物。出生于威尔士的一个煤矿区，13岁时开始在矿井工作，后来成为工会的积极分子。1929年，当选下议院议员。不久，就克服口吃，成为一个好的演说家。1945年，克莱门特·艾德礼当选首相后，他被邀请担任艾德礼内阁的卫生大臣。1951年1月，又接替乔治·艾萨克成为劳工和国民服务大臣。1951年4月，因为国民保障署的经费被艾德礼政府分配用于重整军备而辞职。艾德礼下台后，任影子内务大臣至1959年。1959年起，任工党副领袖，直至去世。
他的政治思想被称为贝文主义。